# Augmentation de la consommation de viande
 (juin 2016).
- Si vous ne connaissez pas le sujet, laissez ce bandeau (vous pouvez alors contacter les auteurs).
- Si vous supprimez le contenu mis en cause (vous pouvez préalablement contacter les auteurs),

argumentez précisément cette suppression dans la page de discussion
(un manque de référence n'est pas un argument ; une recherche réelle de référence doit avoir été effectuée, être formellement documentée).

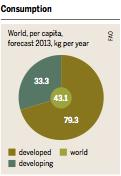
Prévision de la consommation mondiale de viande par personne pour l'année 2013.

La consommation de viande à travers le monde a triplé au cours des 40 dernières années selon l'institut Worldwatch.
Étudier les différents impacts de cette hausse semble donc pertinent pour faire face aux enjeux actuels et futurs induits par notre style de vie. Dans le monde, on consomme en moyenne 43,1 kg de viande par personne et par an. La viande peut être considérée comme un bien de prestige dont la consommation reflète la compétition sociale qui existe aujourd'hui au sein de nos sociétés. Dans les pays développés on mange en moyenne deux fois plus de viande que dans les pays en développement.

## Causes
Les causes de cette hausse de consommation sont nombreuses. On peut citer entre autres, une hausse du revenu, une urbanisation croissante, et un changement du mode vie, cela allant de pair avec l'émergence de la classe moyenne, en particulier dans les pays en voie de développement.

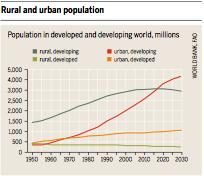
Évolution de la population rurale et urbaine en fonction du stade de développement d'un pays.
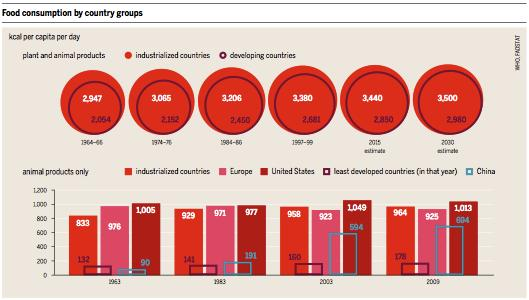
Distinction pays industrialisés - pays en voie de développement.

Pour comprendre cette hausse, il faut tout d'abord jeter un œil sur la division de la population dans la société, en particulier la division entre population urbaine et rurale.  Les schémas illustrent que la majorité de la population mondiale, qu’elle soit urbaine ou rurale, habite dans un pays en voie de développement. De plus, au cours du temps, la population rurale est appelée à diminuer, tandis que la population urbaine évolue de manière croissante. Ceci engendrant une classe moyenne plus nombreuse et donc une consommation se rapprochant de plus en plus de celle des pays occidentaux.
Sur les 50 dernières années, la consommation de viande dans les pays industrialisés a augmenté. La Chine se distingue par une croissance augmentant de manière croissante au cours du temps. Les pays en voie de développement suivent le même chemin que la Chine concernant la consommation de viande, ce qui aura des conséquences qui dépasseront les frontières des pays où des hausses tout aussi spectaculaires sont constatées. Par ailleurs, la situation de la Chine reste différente à la majorité des pays en voie de développement à cause de ses politiques de natalité et la hausse de population attendue au cours des prochaines années.

## Impacts
Ces changements dans les habitudes alimentaires en plus d'avoir des conséquences sur la santé humaine et animale, influencent les modes de production et engendrent des bouleversements économiques. De plus, les impacts environnementaux de cette consommation ne sont pas négligeables. 

### Impact sanitaire
Dans le domaine sanitaire, les impacts de la consommation de viande ont déjà été étudiés mais tous les effets ne sont pas si faciles à déterminer vu les nombreux facteurs qui entrent en ligne de compte. Pour n'en citer que quelques-uns : l'historique familial de cancer, les indices de masse corporelle, l'âge... Selon le Centre de recherche et d'information des consommateurs (CRIOC), la viande est irremplaçable par son apport de certains acides aminés mais sa surconsommation entrainerait des maladies cardiovasculaires, certaines intoxications alimentaires, voire des cancers. Selon l’enquête « Results from the European Prospective Investigation into Cancer and Nutrition » dirigée par une équipe de scientifiques et de médecins, si la viande contient notamment des protéines, du fer, du zinc et des vitamines B, aussi bien que des vitamines A qui sont bonnes pour l’organisme, en consommer plus que nécessaire pourrait être à l’origine d’une augmentation du nombre de maladies cardiaques, et ceci en raison de la haute teneur en cholestérol ainsi qu’en acides gras saturés présents dans ces aliments. De plus, même si le fer est important pour l’organisme, en particulier pour combattre l’anémie, une trop grande quantité de fer, particulièrement dans l’appareil gastro-intestinal augmente le risque de cancer, dont celui du côlon. La consommation de la viande rouge a été associée à un risque accru de cancer colorectal, gastrique, de l'œsophage, du pancréas, du sein... mais ce n'est pas forcément lié. En effet, selon une étude sur le cancer du sein réalisée en Argentine, le risque est plus lié au fait de manger des aliments frits que de manger du bœuf. Ce qui peut causer des cancers, par contre, est la formation d'amines hétérocycliques (HCA) et d'hydrocarbures aromatiques polycycliques pendant la cuisson. Plus la viande est cuite à haute température, plus grande quantité de HCA il y a. Ainsi, une diminution de risque du cancer du colon a été associée à la consommation de poulet. On assiste également à une hausse du nombre de zoonose dont les plus récentes et marquantes ne sont autre que la SARS et la grippe H1N1.
Les modes de production de la viande influencent la qualité de celle-ci, on y retrouve des résidus dus entre autres à l'ingestion d'antibiotiques par les animaux. En Inde et dans les pays d'Asie, les vaches sont élevées dans des CAFOs (Concentrated Animal Feeding Operations) et des effets négatifs sur la santé ont pu être observés aux alentours de ceux-ci : cancers, infections, nausées, dépressions, malaises, maux de tête.
En Uruguay et en Argentine, l'augmentation de l'utilisation d'herbicides sur les plantations de soja a des effets dramatiques dans les zones rurales comme dans les villages et les petites villes : le nombre de fausses couches et de malformations congénitales a augmenté. De plus, alors qu'en moyenne 19 % des décès en Argentine sont causés par un cancer, plus de 30 % de la population décède à cause de cela dans ces régions à forte production agricole.
Cette production crée donc une sorte de pollution, une viande qui peut se retrouver « impropre » à la consommation humaine, et ces externalités ne sont pas comprises dans le prix de vente. Ce qui pose des questions éthiques qui seront développées plus tard.

### Impact environnemental

#### Gaz à effets de serre et déforestation
La production de viande repose essentiellement sur l'élevage, une activité qui nécessite de grandes étendues de territoires pour la production de la nourriture du bétail, participant ainsi à la déforestation et à la réduction de la biodiversité. Selon un rapport de l'Organisation des Nations unies pour l'alimentation et l'agriculture (FAO) publié en 2016, les pâturages seraient la source de plus de 80 % de la déforestation du bassin amazonien et mobiliserait jusqu'à 80 % de la surface des terres agricoles dans le monde. 
Selon un rapport de la FAO de 2016, 14,5 % des gaz à effet de serre d'origine anthropique sont produits par les filières de l'élevage, en particulier les bovins élevés pour la viande et pour le lait, via la fermentation entérique.
Dans ce rapport, la FAO estime que la viande bovine émet 2 495 millions de tonnes d'équivalent CO2 sur un total de 7 067, soit 35,3 % des émissions par produit au niveau mondial.
Un autre organisme, Climate Watch, du World Resources Institute, estime cependant dans un rapport que le secteur du bétail et du fumier est responsable de 5,8 % des émissions de gaz à effet de serre en 2020 dans le monde, et confirme la forte responsabilité de la fermentation entérique.

#### Consommation d'eau
Il faut, d’après l’INRAE, en moyenne de 550 à 700 litres d’eau pour produire un kg de viande de bœuf, puisque parmi les quelques milliers de litres consommés, la plupart proviennent d'eau de pluie (eau bleue). Selon un rapport de INRAE productions animales, la quantité d'eau consommée varie considérablement selon les pays et les caractéristiques des systèmes de production (par exemple, système biologique sans irrigation et système plus intensif avec irrigation), et des différences importantes entre années sont observées.
Ce rapport de l'INRAE explique que la quantité d'eau consommée dépend beaucoup des systèmes de production, de la race de l'animal, ou bien du climat. Il n’y a pas de relation forte entre la présence de bétail et le risque de pénurie d’eau. Pour calculer l'eau totale utilisée depuis la culture des végétaux nourrissant le bétail jusqu'à la mort de l'animal, il faut discerner trois types d'eau :
- L’eau bleue est l’eau circulant sous forme liquide et prélevée dans les rivières, les eaux dormantes ou dans les nappes phréatiques pour les besoins des activités humaines.

- L’eau grise est un concept visant à tenir compte de la pollution de l’eau en calculant la quantité d’eau qu’il faudrait rajouter à une eau polluée pour qu’elle devienne conforme aux normes environnementales. Il s’agit donc d’une eau virtuelle. Ce concept peut être appliqué à n’importe quel polluant, mais l’a généralement été aux nitrates.
- L’eau verte est l’eau nécessaire pour la croissance des plantes. Elle est considérée comme étant égale à l’évapotranspiration réelle. Celle-ci est en fait la somme de l’évaporation des sols et de la transpiration des plantes poussant sur ces sols. Elle dépend du climat, secondairement du type de sol et du type de végétation. Elle est positivement liée à la biomasse végétale et à la pluviométrie. Elle participe donc au cycle air - sol - plante de l’eau et est parfois appelée « eau sous forme vapeur » puisqu’elle correspond à l’eau quittant le sol ou les plantes sous forme gazeuse.

#### En Amérique latine
L'impact environnemental principal est la déforestation de la forêt amazonienne. Le bassin de l'Amazone qui couvre 40 % de l'Amérique du Sud abrite la plus grande forêt tropicale du monde, un écosystème qui soutient peut-être un tiers des espèces terrestres du monde, qui stocke de vastes quantités de carbone et qui exerce une influence considérable sur le climat mondial. Le pays le plus concerné par la déforestation est le Brésil, le plus grand exportateur de viande bovine. Ce défrichage en masse a lieu principalement dans les savanes du Cerrado au Brésil. Des recherches récentes examinant la déforestation par l'élevage bovin en Amazonie et au Cerrado entre 2003 et 2008 suggèrent que 56 % des nouvelles déforestation dans le Cerrado et 75 % des nouvelles déforestations en Amazonie peuvent être directement liées à l'expansion des ranchs. L'expansion agricole du soja repousse chaque fois les élevages plus loin dans les terres.
À son tour, la déforestation de la forêt amazonienne connait des impacts relativement bien connus. Ils peuvent être directs comme l'émission de gaz à effet de serre (N2O, CO2), la destruction d'une grande partie du stock de carbone, une perte de la biodiversité et en particulier des espèces endémiques, une érosion des sols (par exemple en Colombie où les pentes sont très fortes), un changement climatique à la fois biogéophysique (par exemple la diminution des fonctions d'approvisionnement en eau de la forêt ou la dégradation des sols) et biogéochimique (comme le changement des proportions des gaz tels que le CO2 ou le CH4 dans l'atmosphère) ou indirects, comme la construction de routes clandestines pour accaparer des terres publiques pour aller encore plus loin dans la forêt,.
Les troupeaux bovins participent également aux changements biogéochimiques de la composition atmosphérique. Selon les données du Panel intergouvernemental sur les changements de climat, l'agriculture et les changements d'usage du sol contribuent à 50 % des émissions nationales de CO2. À cela il faut ajouter les émissions de gaz du brûlage périodique des pâturages exotiques, les émissions nettes de gaz dans le sol, les émissions de protoxyde d'azote (N2O) dues à la production de fumier et le méthane (CH4) émis par les bovins. Au Brésil, qui abrite environ 30 % des forêts du monde, les activités agricoles et la déforestation sont responsables de 80 % des émissions de gaz à effet de serre. À ces émissions s'ajoutent celles dues au transport.
Un impact environnemental majeur des pâturages en Colombie a été l'introduction et la propagation des herbes exotiques d'Afrique. Ces graminées exotiques couvrent les zones forestières qui sont défrichées en pâturages, dégradant la biodiversité et les écosystèmes indigènes en supplantant les herbes naturelles ou en inhibant la régénération des arbres. Enfin, l'usage plus qu'intensif de pesticides pour réaliser 2 à 3 récoltes par an sur les cultures de soja génétiquement modifiés pollue les eaux souterraines de nitrate et peut entrainer des pluies acides.

#### En Inde

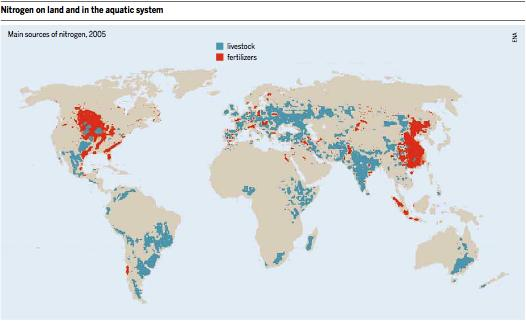
Les plus grosses sources d'azote en 2005.

La hausse de la consommation de nourriture cause une pression grandissante sur l'environnement. On peut constater une pollution des eaux et un appauvrissement des sols  dus à une agriculture et un pâturage trop poussés.
Les antibiotiques utilisés dans les fermes pour obtenir un meilleur rendement se retrouvent dans les eaux. Par ailleurs, la situation « aquatique » de l'Inde ne va pas en s'améliorant. En effet, les changements climatiques en Inde, comme la montée des températures et l'aridité réduisent la taille des champs pour le pâturage et rend plus difficile la culture de céréales. On a d'ailleurs pu constater une diminution du volume des pluies au cours des dernières années. Des niveaux plus faibles de chutes d'eau vont aussi réduire la recharge de l'eau de sous-sol et faire de l'irrigation un défi encore plus coûteux. La détérioration de la qualité de l'eau en Inde, réduit aussi le stock d'eau accessible. De plus, les déchets animaux ainsi que les engrais contribuent à 70 % de la pollution de l'eau de surface et à un pourcentage augmentant d'eau de sous-sol.
Ensuite, la déforestation pour découvrir des terres pour le pâturage, pour l'extraction de fourrage, pour l'expansion des champs d'agriculture, et l'usage répandu de pesticides et de fertilisants pour faire grandir des champs, comme le maïs et le soja, contribuent à l'augmentation des taux d'érosion, de salinisation, d'alcalinisation, de pollution et de désertification des sols en Inde. Cette faim pour les terres menace elle aussi la biodiversité.
L'augmentation de la population humaine et par conséquent la demande en produit « volaille », avec le déclin de la productivité des terres, nécessite l'introduction d'un matériel génétique exotique/amélioré.
Concernant le reste de la chaine de production et son impact sur l'environnement, en Inde, la majorité des produits est consommée localement, ce qui réduit la production des gaz à effet de serre (GES) émis par la production de viande. Bien que diverses études aient montré que le transport était une étape parmi les moins polluantes de la consommation de viande. Néanmoins, l'Inde reste le 5e plus gros émetteur de GES, concernant le méthane s'émanant du bétail, l'Inde émet à elle seule 15 % des émissions mondiales.

#### En Europe

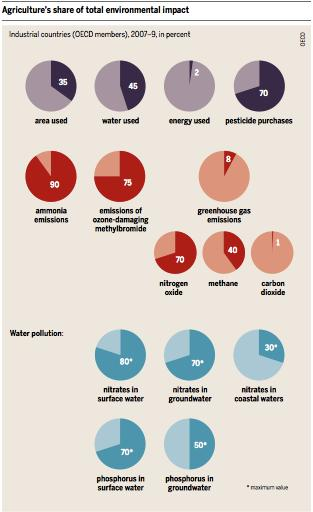
Pollution dans les pays industrialisés en 2007-2009 due à l'agriculture.

La revue « Planet Under Pressure » de mars 2012 l’établit clairement en dénonçant la corrélation qui existe entre la surconsommation de viandes et de produits laitiers et son impact sur l'environnement. Les chiffres sont là : en 2005, l'élevage (essentiellement intensif) serait responsable de 10 % des émissions de gaz à effet de serre (GES) en Europe. En effet, outre les problèmes liés aux déjections génératrices de GES des animaux, il faut également compter avec l'augmentation du nombre de champs, de prairies et de surfaces cultivables que l'élevage nécessite, et qu'on obtient entre autres en recourant à une déforestation toujours plus importante. Il en résulte non seulement une perte de la biodiversité, mais également une augmentation de CO2 dans l'atmosphère, les forêts servant en quelque sorte de piège à ce gaz. Le recours intensif aux engrais et la production de nourriture pour animaux induit donc bien une augmentation de la production de GES. Notons également que le coup sociétal que cela génère atteint des sommets en Europe, continent qui consomme à elle seule 16 % de la production globale de viande. Il y aurait donc tout intérêt à réduire sérieusement la production animalière, si l'on veut atteindre les objectifs de réduction de GES.
De plus, durant la période s'étalant de 1975 à 1995, on a pu constater une diminution de 12 % de la taille des prairies permanentes. Cette diminution de l'espace non cultivé et non utilisé pour les pâturages combinée aux changements des pratiques de gestion de bétail et de la terre a des effets significativement négatifs sur l'environnement en Europe.
Les pâturages ont un rôle dans la conservation de la biodiversité, dans la régulation des flux physiques et chimiques dans les écosystèmes, et dans l'atténuation de la pollution.
Selon le type d'élevage pratiqué, les impacts sur l’environnement seront différents. Une étude réalisée entre 1996 et 2001 en France, compare les impacts des bonnes pratiques agriculturelles (BPA) : production intensive, conforme à la législation française, production conforme aux exigences du label de qualité « Label Rouge », et agriculture biologique ; ces deux dernières méthodes imposent que les porcs naissent et soient élevés dehors, avec une faible densité d'animaux après le sevrage. On a étudié la contribution de ces méthodes à différents phénomènes, à savoir : l'eutrophisation, les changements climatiques, l'acidification, la toxicité terrestre, la consommation d'énergie, l'utilisation des terres et l'utilisation de pesticides. On constate que, pour produire 1 kg de viande de porc, l'agriculture biologique a un impact généralement supérieur aux autres modes de production, sauf en ce qui concerne l'utilisation de pesticides. En revanche, par hectare, celle-ci a un impact moindre par rapport à l'agriculture conventionnelle.

#### Aux États-Unis
Les Américains sont de grands consommateurs de viande. En 2005, en moyenne, ils ont consommé 126,6 kilos de viande par personne. Une telle consommation a de nombreux impacts ; notamment l'impact environnemental qui est très important aux États-Unis.  Bien qu’on observe une diminution de l’empreinte écologique de la production de viande depuis plus de 30 ans, le secteur de l'élevage de bétail produit encore 18 % des émissions mondiales de gaz à effet de serre. L’empreinte carbone, qui elle-même représente la moitié de l’empreinte écologique de l’ensemble de l’humanité, entre 1977 et 2007 a diminué de 16,3 % aux États-Unis. Les effets observés à ce jour du gaz à effet de serre sont des phénomènes climatiques aggravés, des bouleversements des écosystèmes…
Une grande consommation de viande présume de grands espaces et des prairies pour élever ces animaux mais aussi beaucoup de champs et de surfaces cultivables pour produire la nourriture pour ces animaux. Une des conséquences est la déforestation. Les effets de la déforestation sont une perte de la biodiversité, une moindre absorption des émissions de carbone et du gaz à effet de serre, l’érosion du sol et une perturbation dans le cycle hydrologique.
La production de nourriture des animaux génère d'autres problèmes tels que l'utilisation de pesticides, herbicides et d'organismes génétiquement modifiés.

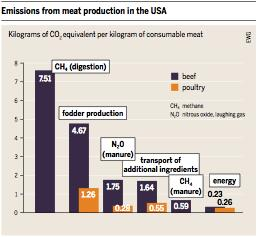
kg de CO2 émis par la production de viande.
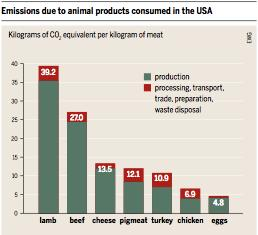
kg de CO2 émis par le « parcours de la viande ».

### Impact économique
Du point de vue économique, l'augmentation de la consommation de viande favorise le développement d'élevages intensifs (en opposition avec les élevages extensifs en prairie), avec pour objectif de rentabiliser au mieux l’espace disponible. Ce type d'agriculture nécessite par ailleurs la production d'aliments pour les animaux d'élevage.

#### En Amérique latine
En Argentine, le boom mondial des prix du soja a donné naissance à un nouveau type d'agriculteurs de type gestionnaires internationaux. Ce sont les petits agriculteurs en particulier qui sont victimes de l'explosion de soja. En effet, entre 1988 et 2008, le nombre de fermes a diminué de 421 000 à 270 000. 2 % des entreprises agricoles contrôlent actuellement plus de 50 % de la zone alors que les petites entreprises qui constituent 57 % du total gèrent seulement 3 % des terres. De plus, les grands propriétaires ne cessent de chasser les plus petits en leur rachetant des terrains à un prix dérisoire.
Une course à la technologie mondiale a commencé dans le secteur de l'élevage. Pour rejoindre et rester dans la course, un nombre croissant d'agriculteurs a investi dans les nouvelles technologies. Mais pour beaucoup, les perspectives à long terme restent sombres : un investissement continu et une spirale de la dette car les conditions dans lesquelles les investissements ont été réalisés changent vite. Le remplacement du travail manuel par la technologie diminue également les possibilités d'emplois des petits agriculteurs qui sont pourtant plus respectueux de l'environnement que les grandes propriétés foncières. De plus, en raison de la nature extrêmement étendue de l'élevage bovin au Brésil, le nombre d'emplois créés par l'activité est très faible par rapport à la surface occupée (les données du Recensement de l'agriculture de 2006 montrent que 500 hectares de pâturages ne fournissent du travail qu'à une seule personne). Enfin, dans diverses régions du Brésil, l'expansion du soja menace la sécurité alimentaire de la population. En effet, elle détourne des produits nécessaires aux populations autochtones comme les haricots, le maïs ou certains fruits.

#### En Inde
Tout d'abord, la croissance économique, dans les années 1990, a favorisé les échanges internationaux entre l'Inde et le reste du monde. On peut constater une pollution des eaux et un appauvrissement des sols. La présence d'ONG sur le terrain a aussi changé les modes de production et d'échange dans le pays. En effet, avec l'importation du modèle occidental, on a vu disparaitre le « système jajmani », des échanges communautaires, et on assiste donc a une perte d'auto-suffisance des villages. On peut constater une pollution des eaux et un appauvrissement des sols. Seulement 10 % de la production de viande de poule reste chez les petits producteurs. De plus les terrains des producteurs sont pris par les corporations ce qui laisse moins de place au pâturage des animaux. « Plus de 800 millions d'Indiens vivent dans des zones rurales, et l'agriculture est le moyen de subsistance primaire pour presque 60 % de la population». L'Inde a la seconde population de moutons, la plus grande après la Chine. L'Inde est contrainte d'exporter ces produits d'origine animale or ceux-ci sont limités par les ressources de l'agriculture qui elles sont beaucoup plus compétitives sur le marché mondial. Le secteur des produits laitiers en Asie a subi une rapide formalisation avec l'introduction des CAFOs (surtout dans les régions industrialisées). En Inde, il n'en existe encore qu'un qui a ouvert en 2011. Ils sont perçus par les gouvernements comme plus efficaces économiquement et d'un point de vue environnemental. Dans cette optique, les petits producteurs sont déplacés et la hausse de la consommation en produits laitiers est perçue comme bénéfique. Il faut cependant préciser que le lait produit en CAFO est jusqu'à 3 fois plus cher que le lait traditionnel.

#### En Europe
Les conséquences de cette consommation abusive de viande sont dramatiques. La revue « Planet Under Pressure » de mars 2012 l’établit clairement en dénonçant la corrélation qui existe entre la surconsommation de viandes et de produits laitiers et son impact sur l’environnement. Les chiffres sont là : en 2005, l’élevage (essentiellement intensif) serait responsable de 10 % des émissions de gaz à effet de serre (GES) en Europe. En effet, outre les problèmes liés aux déjections génératrices de GES des animaux, il faut également compter avec l’augmentation du nombre de champs, de prairies et de surfaces cultivables que l’élevage nécessite, et qu’on obtient entre autres en recourant à une déforestation toujours plus importante. Il en résulte non seulement une perte de la biodiversité, mais également une augmentation de CO2 dans l’atmosphère, les forêts servant en quelque sorte de piège à ce gaz. Le recours intensif aux engrais et la production de nourriture pour animaux induit donc bien une augmentation de la production de GES. Notons également que le coup sociétal que cela génère atteint des sommets en Europe, continent qui, soulignons-le, consomme seul 16 % de la production globale de viande. Il y aurait donc tout intérêt à réduire sérieusement la production animalière, si l’on veut atteindre nos objectifs de réduction de GES.

#### Aux États-Unis
Aux États-Unis, comme dans les autres régions du monde, le nombre de fermiers a diminué drastiquement au cours des dernières années. Par exemple, le nombre de fermiers s'occupant de cochons a chuté de 70 % entre 1992 et 2009, alors que la population de ceux-ci est restée égale. Une autre tendance est que la hausse de consommation et de têtes d'animaux par élevage augmente surtout pour les populations de cochons et de poules qui prennent moins de place à l'élevage et permettent de remplir la demande insatiable pour la viande à bas prix.
À l'heure actuelle, l'Europe exporte plus de viande vers les États-Unis que l'inverse. Cela du fait que les normes concernant les modes de production ne sont pas les mêmes sur ces deux continents. Le Transatlantic Trade and Investment Partnership promet de doper le commerce et le secteur de l'emploi, mais il pourrait aussi affaiblir les lois concernant la protection des consommateurs des deux côtés de l'Atlantique, et particulièrement pour les Européens. En effet, il faut par exemple noter que certains animaux élevés aux États-Unis ne peuvent pas être exportés dans plusieurs pays parce qu'ils sont nourris avec certains antibiotiques interdits dans ces pays.

### Schéma récapitulatif
- Impacts de cette surconsommation.